# يوهانا توبفر
يوهانا توبفر (بالألمانية: Johanna Töpfer)‏ (و. 1929 – 1990 م) هي سياسية، واقتصادية من ألمانيا، وألمانيا الشرقية، توفيت في برلين، عن عمر يناهز 61 عاماً.

## مناصب
تولت منصب عضو في مجلس الشعب ‏.

## جوائز
حصلت على جوائز منها:
- الجائزة الوطنية لجمهورية ألمانيا الديمقراطية.